# Oropallene minjerriba
Oropallene minjerriba is een zeespin uit de familie Callipallenidae. De soort behoort tot het geslacht Oropallene. Oropallene minjerriba werd in 2008 voor het eerst wetenschappelijk beschreven door Bamber. 